# 日本の廃止鉄道路線一覧
日本の廃止鉄道路線一覧（にほんのはいしてつどうろせんいちらん）は、日本の鉄道の廃止路線（廃線）を地方別・都道府県別に列挙したものである。
- 複数の都道府県を通過していた路線に関しては、そのそれぞれの都道府県に記載し、都道府県内では国鉄（前身の鉄道省などの時代の廃止路線を含む）・JR、それ以外の順に並べ、さらにそれぞれ五十音順に並べてある。
- 部分廃止路線も掲載するが、その路線の廃止区間のある都道府県の見出しのみに掲載する。
- 不要不急線として休止されたまま正式に廃止手続きがとられていない路線についても掲載する。
- 廃止された専用線・専用鉄道についてはウィキペディアに記事が存在するものに限り掲載する。
- 路線名・事業者名は特記なければ廃止時点のものである。
- 線路は存続して別の鉄道事業者に譲渡・移管された路線（移管を前提に旧保有事業者において廃止手続きがとられたもの。第三セクター鉄道へ移管された国鉄線・JR線や、近鉄において第一種鉄道事業を廃止した近鉄養老線など）に関しては掲載しない。

なお、全線が未開業のまま廃止された路線については「未成線」を、専用線・専用鉄道については「専用鉄道#主な廃線」も、索道（ロープウェイ・リフト）については「日本の索道」を参照のこと。

## 北海道
- 相生線
- 胆振線
- 岩内線
- 歌志内線
- 江差線
- 興浜南線
- 興浜北線
- 根北線
- 札沼線〔一部：北海道医療大学駅 - 石狩沼田駅間〕
- 標津線
- 士幌線
- 渚滑線
- 白糠線
- 深名線
- 石勝線〔一部：登川支線、夕張支線〕
- 瀬棚線
- 手宮線
- 天北線
- 富内線
- 名寄本線
- 函館本線〔一部：上砂川支線、南美唄支線、大町支線〕
- 羽幌線（国鉄最後の廃止路線）
- 美幸線
- 日高本線〔一部：鵡川駅 - 様似駅間〕
- 広尾線
- 幌内線（JR最初の廃止路線）
- 松前線
- 万字線
- 湧網線
- 留萌本線〔一部：石狩沼田駅 - 増毛駅間〕
- 根室本線〔一部：富良野駅 - 新得駅間、貨物支線〕
- 旭川市街軌道（路面電車）
- 旭川電気軌道東旭川線・東川線（路面電車）
- 岩内馬車鉄道（馬車鉄道）
- 歌登町営軌道〔枝幸線、幌別線、本幌別支線〕（殖民軌道・簡易軌道）
- 江当軌道（軽便鉄道）
- 江別町営人車軌道（人車軌道）
- 王子軽便鉄道（専用鉄道）
- 大沼電鉄
- 渡島海岸鉄道
- 角田炭礦専用鉄道（専用鉄道）
- 上川馬車鉄道（馬車鉄道）
- 茅沼炭鉱軌道（鉱山鉄道）
- 軽石軌道（馬車鉄道）
- 北見鉄道
- 釧路開発埠頭西港線
- 釧路開発埠頭埠頭線
- 釧路鉄道
- 鴻紋軌道（軽便鉄道）
- 小清水軌道
- 札幌温泉電気軌道（路面電車）
- 札幌軌道
- 札幌市電〔1条線（一部：一条橋停留場 - 西4丁目停留場間、医大病院前停留場 - 円山公園停留場間）、豊平線、中島線、苗穂線、北5条線、西20丁目線、桑園線、鉄北線、西4丁目線〕（路面電車）
- 沙流鉄道（軽便鉄道）
- 標茶町営軌道（簡易軌道）
- 士別軌道（軽便鉄道）
- 定山渓鉄道線
- 殖民軌道（軽便鉄道）
- 寿都鉄道
- 太平洋石炭販売輸送臨港線（旧釧路臨港鉄道）
- 天塩炭砿鉄道
- 洞爺湖電気鉄道
- 十勝鉄道（軽便鉄道）
- 苫小牧港開発株式会社線（専用鉄道）
- 日曹炭鉱天塩砿業所専用鉄道（専用鉄道）
- 日本セメント上磯鉄道（専用鉄道）
- 根室拓殖鉄道（軽便鉄道）
- 登別温泉軌道（馬車鉄道→蒸気鉄道→路面電車）
- 函館市電〔一部：本線（五稜郭駅前 - 函館駅前間）、東雲線、宮前線〕（路面電車）
- 羽幌炭礦鉄道〔築別線、上羽幌線〕
- 浜中町営軌道（簡易軌道）
- 早来鉄道（軽便鉄道）
- 東藻琴村営軌道（簡易軌道）
- 美深町営軌道（簡易軌道）
- 別海村営軌道（簡易軌道）
- 北星炭礦美流渡礦専用鉄道（専用鉄道）
- 北海道拓殖鉄道
- 北海道炭礦汽船真谷地炭鉱専用鉄道（専用鉄道）
- 北海道炭礦汽船夕張鉄道線
- 北海道ちほく高原鉄道ふるさと銀河線（旧JR池北線）
- 幌延町営軌道（簡易軌道）
- 三井芦別鉄道
- 三井鉱山奈井江専用鉄道（専用鉄道）
- 三菱鉱業芦別鉱業所専用鉄道（専用鉄道）
- 三菱鉱業茶志内炭礦専用鉄道（専用鉄道）
- 三菱鉱業美唄鉄道線
- 三菱石炭鉱業大夕張鉄道線
- 雄別鉄道、雄別炭礦（専用鉄道）〔雄別本線、鶴野線、新釧路構外側線、鳥取側線、尺別鉄道線〕
- 湧別軌道（軽便鉄道）
- 余市臨港軌道
- 留萠鉄道〔炭鉱線、臨港貨物線（南岸線、北岸線。のちに留萠駅（後の留萌駅）の構内側線となる）〕

## 東北地方

### 青森県
- 青森県公用臨港線（専用線）
- 弘南鉄道黒石線（旧国鉄黒石線）
- 下北交通大畑線（旧国鉄大畑線）
- 田名部運輸軌道（馬車鉄道）
- 津軽森林鉄道（森林鉄道）
- 東北本線〔一部：野内駅 - 青森駅間（旧線）、貨物支線〕
- 十和田観光電鉄線
- 南部縦貫鉄道線
- 南部鉄道

### 岩手県
- 岩泉線
- 大船渡線〔一部：気仙沼駅 - 盛駅間（大船渡線BRTとしてBRT化）〕
- 釜石線〔一部：花巻駅 - 似内駅間（旧線）、足ケ瀬駅 - 仙人峠駅間〕
- 岩北軌道（軽便鉄道）
- 釜石鉱山鉄道（鉱山鉄道。前身の工部省釜石鉄道、釜石鉱山馬車鉄道含む）
- 胆江軌道（軽便鉄道）
- 花巻電鉄〔花巻温泉線（軽便鉄道）、鉛線（路面電車）〕
- 松尾鉱業鉄道
- 和賀軽便軌道（馬車鉄道）

### 宮城県
- 大船渡線〔一部：気仙沼駅 - 盛駅間（大船渡線BRTとしてBRT化）〕
- 気仙沼線〔一部：柳津駅 - 気仙沼駅間（気仙沼線BRTとしてBRT化）、貨物支線〕
- 塩釜線（貨物線）
- 東北本線〔一部：利府駅 - 品井沼駅間（旧線）、貨物支線〕
- 秋保電気鉄道（馬車鉄道→路面電車→鉄道）
- 角田軌道（馬車鉄道→軽便鉄道）
- 金華山軌道（軽便鉄道）
- くりはら田園鉄道線
- 増東軌道（軽便鉄道）
- 仙台市電〔循環線、長町線、芭蕉の辻線、北仙台線、八幡町線、原町線〕（路面電車）
- 仙台鉄道（軽便鉄道）
- 仙南温泉軌道（軽便鉄道）
- 仙北鉄道〔登米線、築館線〕（軽便鉄道）
- 古川馬車鉄道（馬車鉄道）
- 松島電車（路面電車）
- 松山人車軌道（人車軌道）
- 木道社（馬車鉄道）

### 秋田県
- 秋田市電〔秋田市内線、新大工町線〕（路面電車。前身の秋田馬車鉄道含む）
- 秋田中央交通線
- 秋田臨海鉄道線〔北線・南線〕
- 羽後交通横荘線
- 羽後交通雄勝線
- 小坂製錬小坂線
- 同和鉱業花岡線
- 中西徳五郎経営軌道（人車軌道）
- 仁別森林鉄道（森林鉄道）

### 山形県
- 赤湯人車軌道（人車軌道）
- 庄内交通湯野浜線
- 豊川炭鉱馬車鉄道
- 谷地軌道（軽便鉄道）
- 山形交通尾花沢線
- 山形交通三山線
- 山形交通高畠線

### 福島県
- 川俣線
- 日中線
- 白棚線
- 赤井軌道（軽便鉄道）
- 磐城炭礦軌道線（馬車鉄道→軽便鉄道）
- 江名鉄道
- 東京電燈専用軌道〔第一発電所専用鉄道・大寺専用鉄道・広田専用軌道〕（専用軌道）
- 勿来軌道（軽便鉄道）
- 日本鉄道事業線（磐城軌道）（馬車鉄道→軽便鉄道）
- 磐梯急行電鉄（沼尻鉄道）（馬車鉄道→軽便鉄道）
- 福島交通飯坂東線〔飯坂東線、掛田線、保原線、梁川線〕（軽便鉄道→路面電車）
- 福島臨海鉄道小名浜埠頭本線
- 福島臨海鉄道本線〔一部：小名浜駅 - 栄町駅間〕
- 三春馬車鉄道（馬車鉄道）
- 好間軌道（軽便鉄道）
- 好間炭鉱専用鉄道好間線（馬車鉄道→軽便鉄道）

## 関東地方

### 茨城県
- 稲田人車軌道
- 茨城交通茨城線
- 茨城交通水浜線（路面電車）
- 茨城軌道（人車軌道）
- 岩間人車軌道（人車軌道）
- 笠間稲荷運輸（人車軌道）
- 鹿島軌道
- 鹿島鉄道線
- 樺穂興業（人車軌道）
- 常総筑波鉄道鬼怒川線
- 常南電気鉄道（路面電車）
- 筑波鉄道筑波線
- 羽黒軌道（人車軌道）
- 日立鉱山専用電気鉄道（専用鉄道・鉱山鉄道）
- 日立電鉄線
- 水戸電気鉄道
- 村松軌道

### 栃木県
- 赤見軽便鉄道（軽便鉄道）
- 安蘇馬車鉄道（馬車鉄道）
- 岩舟人車鉄道（人車鉄道）
- 宇都宮陸軍航空廠線（軍用線）
- 喜連川人車軌道（人車軌道）
- 塩原電車（軽便鉄道→路面電車）
- 乙女人車軌道（大正砂利乙女人車軌道線）（人車軌道）
- 東武会沢線
- 東武大叶線
- 東武大谷線（人車軌道・軽便鉄道）
- 東武矢板線
- 東武日光軌道線（路面電車）
- 東武日光鋼索鉄道線（ケーブルカー）
- 東野鉄道
- 那須人車軌道（人車軌道）
- 鍋山人車鉄道（人車軌道→軽便鉄道）

### 群馬県
- 吾妻線〔一部：長野原草津口駅 - 太子駅間〕
- 足尾線〔一部：神土駅（現・神戸駅） - 沢入駅間〕
- 信越本線〔一部：横川駅 - 軽井沢駅間〕（碓氷峠も参照）
- 赤城登山鉄道（ケーブルカー）
- 吾妻軌道（馬車鉄道→路面電車）
- 伊香保ケーブル鉄道（ケーブルカー）
- 岩鼻軽便鉄道（軽便鉄道）
- 碓氷馬車鉄道（馬車鉄道）
- 草軽電気鉄道（軽便鉄道）
- 里見軌道
- 東武伊香保軌道線〔伊香保線、高崎線、前橋線〕（馬車鉄道→路面電車）
- 東武仙石河岸線（貨物線）
- 東武徳川河岸線（貨物線）
- 利根軌道（馬車鉄道→軽便鉄道）
- 緑野馬車鉄道（馬車鉄道）

### 埼玉県
- 入間馬車鉄道（馬車鉄道）
- 行田馬車鉄道（馬車鉄道）
- 埼玉県営鉄道（専用鉄道）
- 上武鉄道
- 西武安比奈線（貨物線）
- 西武大宮線（路面電車）
- 千住馬車鉄道（馬車鉄道）
- 草加馬車鉄道（馬車鉄道）
- 中武馬車鉄道（馬車鉄道）
- 東武熊谷線
- 東武高坂構外側線（高本線）
- 東武西大家貨物線（貨物線・専用線）
- 東武根古屋線（貨物線）
- 武州鉄道
- 本庄電気軌道（路面電車）
- 秩父鉄道三ヶ尻線〔一部：三ヶ尻駅 - 熊谷貨物ターミナル駅間〕（貨物線）

### 千葉県
- 夷隅軌道（人車軌道→軽便鉄道）
- 九十九里鉄道
- 京成谷津支線
- 成宗電気軌道（路面電車）
- 総武鉄道海神線
- 新京成電鉄藤崎台支線〔一部：京成津田沼駅 - 藤崎台駅 - 前原駅間〕
- 銚子遊覧鉄道
- 庁南茂原間人車軌道（人車軌道）
- 鉄道連隊演習線（軍用線）
- 東葛人車鉄道（人車鉄道）
- 成田鉄道多古線
- 成田鉄道八街線
- 南総鉄道
- 野田人車鉄道（人車鉄道）

### 東京都
- 五日市線〔一部：立川駅 - 拝島駅間、岩井支線、貨物支線〕
- 蒲蒲連絡線
- 中央本線〔一部：下河原支線、武蔵野競技場線〕
- 東北本線〔一部：北王子線、須賀線〕
- 京王御陵線〔一部区間は京王高尾線として復活〕
- 京成白鬚線
- 京浜電気鉄道大森支線
- 千住馬車鉄道（馬車鉄道）
- 草加馬車鉄道（馬車鉄道）
- 代田連絡線
- 東急砧線
- 東急玉川線（路面電車。田園都市線のうち元の新玉川線と同一ルート。支線は世田谷線として存続）
- 東京市軽便鉄道線（工事軌道）
- 東京市財務局線（専用線）
- 東京都港湾局専用線〔芝浦線・日の出線〕・〔豊洲石炭埠頭線・晴海線・物揚場線〕（専用鉄道）
- 東京電燈（吾妻軌道を参照）
- 東京都電〔品川線、神田橋線、錦町線、富坂線、三河島線、小松川線、天現寺橋線、高円寺線など全89路線。前身の東京電車鉄道・東京市街鉄道・東京電気鉄道・東京鉄道・東京市電・その他についても含む〕（路面電車）
- 東京都交通局上野懸垂線（懸垂式モノレール）
- 東武啓志線（軍用線→貨物線）
- 都営トロリーバス（無軌条電車）
- 武蔵中央電気鉄道（路面電車）
- 目黒蒲田電鉄新奥沢線

### 神奈川県
- 相模線〔西寒川支線・砂利採取用支線〕
- 熱海鉄道（人車軌道→軽便鉄道）
- 伊豆箱根鉄道駒ヶ岳鋼索線（ケーブルカー）
- 小田急砂利軌道
- 小田急向ヶ丘遊園モノレール線（跨座式モノレール）
- 海岸電気軌道（路面電車）
- 神奈川臨海鉄道水江線（臨港貨物線）
- 川崎市営トロリーバス（無軌条電車）
- 川崎市電（路面電車）
- 京急大師線〔一部：小島新田駅 - 桜本駅間〕
- 湘南軌道（馬車鉄道→軽便鉄道）
- 豆相人車鉄道（人車軌道、後の熱海鉄道）
- 東急東横線〔一部：横浜駅 - 桜木町駅間〕
- ドリーム開発ドリームランド線（跨座式モノレール）
- 日本専売公社小田原工場専用線（専用鉄道）
- 箱根登山鉄道小田原市内線（馬車鉄道→路面電車）
- 横浜市電（路面電車）
- 横浜市営トロリーバス（無軌条電車）
- よみうりランドモノレール（跨座式モノレール）

## 中部地方

### 新潟県
- 赤谷線
- 魚沼線
- 信越本線〔貨物支線〕
- 弥彦線〔一部：東三条駅 - 越後長沢駅間〕
- 越後交通栃尾線（軽便鉄道）
- 越後交通長岡線
- 蒲原鉄道線
- 頸城鉄道線（軽便鉄道）
- 新潟交通電車線（鉄道、路面電車）
- 日鉄鉱業赤谷鉱業所専用鉄道（専用鉄道）

### 富山県
- 富山港線〔一部：本線（富山駅 - 下奥井駅間）、貨物支線。残りは富山ライトレール（のち富山地方鉄道）が継承〕（旧JR富山港線）
- 北陸本線〔貨物支線〕
- 加越能鉄道加越線
- 加越能鉄道伏木線（路面電車）
- 神岡軌道
- 神岡鉄道神岡線（旧国鉄神岡線）
- 関電トンネルトロリーバス（無軌条電車）
- 富山地方鉄道本線〔一部：上市支線、黒部支線、石田線（石田港線）、新宮川駅 - 五百石駅間（旧・立山鉄道）〕
- 富山地方鉄道富山軌道線〔一部〕
- 富山地方鉄道射水線
- 富山地方鉄道笹津線
- 立山黒部貫光無軌条電車線

### 石川県
- 七尾線〔一部：七尾港線〕
- 尾小屋鉄道（軽便鉄道）
- のと鉄道七尾線〔一部：穴水駅 - 輪島駅間〕（旧JR七尾線）
- のと鉄道能登線（旧国鉄能登線）
- 北陸鉄道浅野川線〔一部：内灘駅 - 粟ヶ崎海岸駅間〕
- 北陸鉄道石川線〔一部：白菊町駅 - 野町駅間・鶴来駅 - 加賀一の宮駅間、専用線〕
- 北陸鉄道金名線
- 北陸鉄道能美線
- 北陸鉄道金石線（馬車鉄道→軌道）
- 北陸鉄道金沢市内線（路面電車）
- 北陸鉄道加南線〔粟津線・山代線・山中線・動橋線・片山津線・連絡線〕（馬車鉄道→鉄道）
- 北陸鉄道小松線
- 北陸鉄道松金線
- 北陸鉄道能登線

### 福井県
- 北陸本線〔敦賀港線などの貨物支線〕
- 三国線（一部は京福電気鉄道が継承し、2003年からえちぜん鉄道三国芦原線）
- 柳ヶ瀬線〔北陸本線旧線〕
- 京福電気鉄道永平寺線
- 京福電気鉄道丸岡線（軽便鉄道→鉄道）
- 京福電気鉄道越前本線〔一部：勝山駅 - 京福大野駅間〕
- 京福電気鉄道三国芦原線〔一部：三国駅 - 東尋坊口駅間〕
- 福井鉄道福武線〔一部：経路変更による旧線、及び専用線〕
  - 大和紡績福井工場専用線（福井鉄道福武線赤十字前駅から分岐していた専用線）
- 福井鉄道鯖浦線
- 福井鉄道南越線（軽便鉄道→鉄道）
- 本郷軌道（人車軌道）

### 山梨県
- 都留馬車鉄道（馬車鉄道）
- 富士廻遊軌道（馬車鉄道）
- 山梨交通電車線（路面電車）
- 山梨馬車鉄道（馬車鉄道）

### 長野県
- 信越本線〔一部：横川駅 - 軽井沢駅間〕- 碓氷峠も参照。
- 池田鉄道
- 上田温泉電軌青木線（路面電車）
- 上田交通真田傍陽線〔北東線（旧称）〕
- 上田丸子電鉄西丸子線〔依田窪線（旧称）〕（軽便鉄道→鉄道）
- 上田丸子電鉄丸子線
- 碓氷馬車鉄道
- 関電トンネルトロリーバス（無軌条電車）
- 草軽電気鉄道（軽便鉄道）
- 善光寺白馬電鉄
- 長野電鉄河東線〔一部：木島線（通称）〕
- 長野電鉄屋代線（元は河東線の一部）
- 布引電気鉄道
- 松本電気鉄道浅間線（路面電車）
- 松本電気鉄道上高地線〔一部：新島々駅 - 島々駅間〕

### 岐阜県
- 東海道本線〔貨物支線〕
- 岩村電気軌道（路面電車）
- 神岡鉄道神岡線（旧国鉄神岡線）
- 神岡軌道
- 北恵那鉄道線
- 北恵那鉄道大井線
- 坂川鉄道
- 西濃鉄道市橋線〔一部：乙女坂駅 - 市橋駅間〕
- 西濃鉄道昼飯線
- 東濃鉄道笠原線
- 東濃鉄道駄知線
- 丸山水力専用鉄道
- 名鉄岐阜市内線及び関連路線〔揖斐線、鏡島線、高富線、谷汲線（以上鉄道線）、田神線、美濃町線（以上軌道線）〕（路面電車。旧美濃電気軌道の路線で、このうち揖斐線は岐北軽便鉄道、高富線は長良軽便鉄道、谷汲線は谷汲鉄道の路線として開業し、美濃電気軌道に合併された）
- 名鉄竹鼻線〔一部：江吉良駅 - 大須駅間〕
- 名鉄八百津線

### 静岡県
- 清水港線
- 東海道本線〔一部：沼津港線（貨物支線）〕
- 熱海鉄道（人車軌道→軽便鉄道）
- 安倍鉄道（軽便鉄道）
- 大井川鐵道井川線〔一部：奥泉駅 - 川根長島駅（現・接岨峡温泉駅）間・井川駅 - 堂平駅間〕
- 庵原軌道（軽便鉄道）
- 伊豆箱根鉄道軌道線（路面電車）
- 遠州鉄道奥山線（軽便鉄道）
- 光明電気鉄道
- 御殿場馬車鉄道（馬車鉄道）
- 静岡鉄道秋葉線（路面電車）
- 静岡鉄道静岡市内線
- 静岡鉄道清水市内線
- 静岡鉄道駿遠線（軽便鉄道）
- 島田軌道（人車軌道）
- 豆相人車鉄道（人車軌道、後の熱海軌道）
- 西遠鉄道（軽便鉄道）
- 千頭森林鉄道（森林鉄道）
- 中泉軌道（人車軌道）
- 南豆馬車鉄道（馬車鉄道）
- 根方軌道（馬車鉄道）
- 浜松電気鉄道笠井線（軽便鉄道）
- 浜松電気鉄道中ノ町線（軽便鉄道）
- 藤枝焼津間軌道（人車軌道、正式には軌道ではない）
- 富士軌道
- 富士身延鉄道〔一部〕（馬車鉄道）
- 堀之内軌道（馬車鉄道→軽便鉄道）

### 愛知県
- 東海道本線〔一部：名古屋港線〕
- 飯田線〔一部：佐久間駅 - 大嵐駅間（旧線）、西豊川支線（線路は日本車輌が継承し引込線として現用）、貨物支線〕
- 衣浦臨海鉄道碧南線〔一部：碧南市駅 - 権現崎駅間〕
- 桃花台新交通桃花台線（新交通システム）
- 豊橋鉄道田口線
- 豊橋鉄道東田本線〔一部：市民病院前停留場 - 駅前停留場間、柳生橋支線〕（路面電車）
- 名古屋市営トロリーバス（無軌条電車）
- 名古屋市交通局協力会東山公園モノレール（懸垂式モノレール）
- 名古屋市電〔下之一色線など〕（路面電車）
- 2005年日本国際博覧会協会愛・地球博線（IMTS）
- 三河鉄道門立支線
- 名鉄渥美線〔一部：三河田原駅 - 黒川原駅間。残りは豊橋鉄道が継承〕
- 名鉄安城支線
- 名鉄一宮線
- 名鉄岩倉支線
- 名鉄岡崎市内線（馬車鉄道→路面電車）
- 名鉄起線（路面電車）
- 名鉄勝川線
- 名鉄清洲線
- 名鉄小坂井支線
- 名鉄挙母線
- 名鉄瀬戸線〔一部：堀川駅 - 清水駅間〕
- 名鉄名古屋本線〔知立連絡線〕
- 名鉄西尾線〔一部：岡崎新駅（岡崎駅前駅） - 西尾駅間（旧線）、吉田臨港線〕（軽便鉄道）
- 名鉄尾西線〔一部：玉ノ井駅 - 木曽川港駅間〕
- 名鉄福岡線（路面電車）
- 名鉄平坂支線
- 名鉄三河線〔一部：大浜口支線、新川口支線含む〕
- 名鉄モンキーパークモノレール線（跨座式モノレール）

### 三重県
- 安濃鉄道
- 関西本線〔一部：貨物支線〕
- 近鉄伊賀線〔一部：伊賀神戸駅 - 西名張駅間〕
- 近鉄伊勢線
- 近鉄志摩線〔一部：賢島駅 - 真珠港駅間〕
- 近鉄八王子線〔一部：西日野駅 - 伊勢八王子駅間〕（軽便鉄道）
- 桑名電軌（路面電車）
- 中勢鉄道（軽便鉄道）
- 三重交通神都線〔内宮線、中山線、二見線〕（路面電車）
- 三重交通北勢線〔一部：桑名京橋駅 - 西桑名駅間〕
- 三重電気鉄道松阪線（軽便鉄道）
- 三重合同電気朝熊線〔鉄道線、鋼索線（ケーブルカー）〕

## 近畿地方

### 滋賀県
- 東海道本線〔一部：関ヶ原駅 - 長浜駅間、及び貨物支線、浜大津支線〕
- 柳ヶ瀬線〔北陸本線旧線〕
- 近江鉄道八日市線〔一部：新八日市駅 - 御園駅間〕
- 江若鉄道

### 京都府
- 片町線〔一部：加茂駅 - 新木津駅間〕
- 東海道本線〔一部：経路変更による旧線、及び貨物支線。一部は奈良線となる〕
- 奈良線 〔一部：京都駅 - 桃山駅間（旧線）〕
- 舞鶴線〔一部：中舞鶴線、舞鶴港線（海舞鶴線）、新舞鶴線〕
- 愛宕山鉄道鋼索線（ケーブルカー）
- 愛宕山鉄道平坦線
- 加悦鉄道
- 関西鉄道大仏線
- 京都市営トロリーバス（無軌条電車）
- 京都市電〔東山線、北大路線、西大路線、九条線（4つをあわせて「外周線」とも称される）、七条線、四条線、丸太町線、今出川線、白河線、千本線、大宮線、烏丸線、河原町線、伏見線、稲荷線、堀川線（北野線）、梅津線、蹴上線〕（路面電車）（標準軌で廃止になった路線および太平洋戦争後に廃止された狭軌（旧京都電気鉄道）路線についても記載）
- 京都電気鉄道〔木屋町線、鴨東線（一部）、中立売線、出町線、城南線、御池線〕（路面電車）（太平洋戦争以前に改軌されずに廃止となった路線（京都市への買収後を含む）についても記載）
- 京阪京津線〔一部：京津三条駅 - 御陵駅間〕
- 京福電気鉄道北野線〔一部：北野駅 - 白梅町駅（現・北野白梅町駅）間〕
- 北丹鉄道

### 大阪府
- 大阪環状線〔一部：大阪臨港線（貨物支線）、その他貨物支線〕
- 片町線〔一部：（放出駅 -） 鴫野駅 - 神崎川信号場間、放出駅 - 八尾駅間、京橋駅 - 片町駅間、放出駅 - （貨）淀川駅間、（貨）淀川駅 - 吹田駅間、京橋駅 - （貨）淀川駅間、放出駅 - 桜ノ宮駅間〕
- 関西本線〔一部：阪和貨物線（貨物支線）、その他貨物支線〕
- 東海道本線〔貨物支線〕
- 大阪市営トロリーバス〔1号線、2号線、3号線、4号線、8号線、9号線〕（無軌条電車）
- 大阪市電〔第一期線（築港線）、第二期線（東西線、南北線）、第三期線、第四期線、期外線、三宝線など〕（路面電車）
- 大阪万博会場内モノレール線（跨座式モノレール）
- 北大阪急行電鉄会場線
- 信貴山急行電鉄（鉄道線）
- 南海大浜支線（路面電車）
- 南海天王寺支線
- 南海平野線（路面電車）
- 阪急北野線（路面電車）
- 阪神電気鉄道軌道線〔北大阪線、国道線〕（路面電車）
- 箕面鋼索鉄道〔箕面温泉ケーブルカー（通称）〕（ケーブルカー）

### 兵庫県
- 有馬線〔神戸電鉄有馬線とは別路線〕
- 鍛冶屋線
- 篠山線
- 山陽本線〔一部：兵庫臨港線（貨物支線）その他貨物支線〕
- 高砂線
- 東海道本線〔一部：神戸臨港線（貨物支線）〕
- 播但線〔一部：飾磨港線〕
- 福知山線〔尼崎港線（貨物支線）〕
- 赤穂鉄道（軽便鉄道）
- 淡路交通鉄道線
- 出石鉄道（軽便鉄道）
- 北沢産業網干鉄道
- 神戸市電〔石屋川線、板宿線、栄町線、尻池線、須磨線、税関線、東部国道線、楠公東門線、布引線、平野線、兵庫線、湊川線、山手・上沢線、和田線〕（路面電車）
- 篠山鉄道
- 山陽電気鉄道本線〔一部：電鉄兵庫駅 - 西代駅間〕
- 日本無軌道電車（無軌条電車）
- 能勢電鉄妙見線〔一部：川西能勢口駅 - 川西国鉄前駅間〕
- 能勢電鉄妙見の森ケーブル（ケーブルカー）
- 阪急上筒井線
- 阪神尼崎海岸線
- 阪神電気鉄道軌道線〔甲子園線、国道線〕（路面電車）
- 阪神武庫川線〔一部：西ノ宮駅（現・西宮駅） - 武庫川駅間〕
- 播電鉄道（路面電車→鉄道）
- 姫路市交通局モノレール線（跨座式モノレール）
- 兵衛旅館鋼索鉄道（ケーブルカー）
- 別府鉄道土山線
- 別府鉄道野口線
- 三木鉄道三木線
- 明神電車（鉱山用軌道）
- 妙見鋼索鉄道（上部線）（ケーブルカー）

### 奈良県
- 大阪電気軌道長谷線
- 関西鉄道大仏線
- 関西本線〔一部：加茂駅 - 奈良駅間（旧線）〕
- 近鉄東信貴鋼索線（ケーブルカー）
- 近鉄法隆寺線（軽便鉄道）
- 信貴山急行電鉄（平坦線）
- 大和鉄道〔一部〕（存続区間は信貴生駒電鉄を経て近鉄が継承し田原本線となる）

### 和歌山県
- 有田鉄道線
- 浦島観光（紀伊勝浦ケーブルカー、ホテル浦島内）（ケーブルカー）
- 紀州鉄道線〔一部：西御坊駅 - 日高川駅間、西御坊駅 - （大和紡績和歌山工場）（専用線）〕
- 高野山森林鉄道（森林鉄道）
- 南海北島支線
- 南海和歌山軌道線〔海南線、和歌浦支線、新町支線〕（路面電車）
- 南海和歌山港線〔一部：和歌山港駅 - 水軒駅〕
- 野上電気鉄道野上線
- 和歌山観光（新宮ケーブルカー）（ケーブルカー）

## 中国地方

### 鳥取県
- 倉吉線
- 岩井町営軌道（軽便鉄道）
- 伯陽電鉄母里支線
- 日ノ丸自動車法勝寺電鉄線
- 米子電車軌道（路面電車）

### 島根県
- 山陰本線〔一部：浜田港線（貨物支線）、その他貨物支線〕
- 三江線
- 大社線
- 一畑電気鉄道北松江線〔一部：一畑口駅 - 一畑駅間〕
- 一畑電気鉄道立久恵線
- 一畑電気鉄道広瀬線
- 伯陽電鉄母里支線

### 岡山県
- 井笠鉄道神辺線（軽便鉄道）
- 井笠鉄道本線（軽便鉄道）
- 井笠鉄道矢掛線（軽便鉄道）
- 岡山電気軌道番町線（路面電車）
- 岡山臨港鉄道
- 西大寺鉄道（軽便鉄道）
- 三蟠鉄道（軽便鉄道）
- 下津井電鉄線（軽便鉄道）
- 玉野市営電気鉄道
- 中国稲荷山鋼索鉄道（ケーブルカー）
- 中国鉄道稲荷山線
- 同和鉱業片上鉄道線
- 水島臨海鉄道西埠頭線

### 広島県
- 宇品線（広島電鉄宇品線とは別路線）
- 可部線〔一部：可部駅 - 三段峡駅間。のちに可部駅 - あき亀山駅間が復活〕
- 三江線
- 福塩線〔一部：両備福山駅（現・福山駅） - 横尾駅間、河佐駅 - 備後三川駅間〕
- 井笠鉄道神辺線（軽便鉄道）
- 尾道鉄道
- 呉市電（路面電車）
- 広島電鉄本線（路面電車）〔一部：広島駅停留場 - 的場町停留場間〕
- 軽便汽車（正式名称不明）
- スカイレールサービス広島短距離交通瀬野線（新交通システム）
- 鞆鉄道

### 山口県
- 宇部線〔一部：宇部新川駅 - 岩鼻駅間（旧線）、貨物支線〕
- 山陽本線〔一部：貨物支線〕
- 美祢線〔一部：大嶺支線〕
- 伊佐軌道
- 岩国電気軌道（路面電車）
- 大日本軌道山口支社
- 長門鉄道
- 船木鉄道（軽便鉄道→鉄道）
- 防石鉄道
- 山陽電気軌道（路面電車）

## 四国地方

### 徳島県
- 阿波線〔一部〕
- 鍛冶屋原線
- 小松島線
- 牟岐線〔一部：貨物支線〕
- 箸蔵登山鉄道（ケーブルカー）

### 香川県
- 予讃本線〔一部：貨物支線〕
- 琴平急行電鉄
- 琴平参宮電鉄〔鉄道：多度津線、坂出線、路面電車：丸亀線、琴平線〕
- 琴平電鉄塩江線
- 高松琴平電気鉄道志度線〔一部〕
- 高松琴平電気鉄道市内線（路面電車）
- 屋島ケーブル（ケーブルカー）

### 愛媛県
- 内子線〔一部：経路変更による旧線〕
- 予土線〔一部：経路変更による旧線〕
- 伊予鉄道森松線
- 道後鉄道〔一部：残存区間は伊予鉄道城北線・城南線となる〕
- 松山電気軌道〔一部：残存区間は伊予鉄道城南線・本町線となる〕（路面電車）
- 住友別子鉱山鉄道〔上部鉄道〕
- 住友金属鉱山下部鉄道

### 高知県
- 土佐電気鉄道安芸線
- 土佐電気鉄道新地線（路面電車）
- 魚梁瀬森林鉄道

## 九州地方

### 福岡県
- 芦屋線
- 伊田線〔一部：貨物支線〕
- 漆生線
- 大蔵線（旧鹿児島本線）
- 鹿児島本線〔一部：博多臨港線（貨物支線）〕
- 香椎線〔一部：旅石支線（貨物支線）〕
- 香月線
- 勝田線
- 上山田線
- 幸袋線
- 小倉裏線〔小倉南線〕
- 後藤寺線〔一部：貨物支線〕
- 佐賀線
- 添田線
- 筑肥線〔一部〕
- 田川線〔一部：貨物支線。本線は平成筑豊鉄道として存続〕
- 日田彦山線〔一部：なお2024年2月時点ではBRT代行区間は廃線扱いにはなっていない〕
- 宮田線
- 室木線
- 矢部線
- 朝倉軌道（軽便鉄道）
- 芦屋鉄道
- 宇島鉄道（軽便鉄道）
- 大隈軌道（馬車鉄道）
- 北九州鉄道〔旧北筑軌道〕（軽便鉄道）
- 北九州市電〔旧若松市電〕（貨物専用軌道線）
- 九州肥筑鉄道
- 鞍手軌道（軽便鉄道）
- 筑後軌道（馬車鉄道→路面電車・軽便鉄道）
- 筑豊鉄道（香月駅より分岐した貨物線）
- 中央軌道（軽便鉄道）
- 徳力軌道（馬車鉄道）
- 南筑軌道（軽便鉄道）
- 西鉄大川線
- 西鉄大牟田市内線（路面電車）
- 西鉄上久留米線
- 西鉄北九州線〔枝光線、北方線、戸畑線を含む〕（路面電車）
- 西鉄福岡市内線〔貫線、呉服町線、循環線、城南線、築港線、宮地岳線（一部：貝塚線（通称））、吉塚線〕（路面電車）
- 西鉄福島線（路面電車）
- 西鉄宮地岳線〔一部：残存区間は西鉄貝塚線に改称。上記の西鉄福岡市内線の宮地岳線/貝塚線とは別区間〕
- 博多湾鉄道汽船〔旧津屋崎軌道〕（馬車鉄道）
- 三潴軌道（軽便鉄道）
- 三井三池港務所三池鉄道線（三井鉱山三池専用鉄道）
- 門司築港〔九州電気軌道田ノ浦線〕（路面電車）
- 門築土地鉄道〔貨物線〕
- 柳河軌道（軽便鉄道）
- 両筑軌道（軽便鉄道）

### 佐賀県
- 唐津線〔支線〕
- 佐賀線
- 九州電灯鉄道〔唐津軌道〕（軽便鉄道）
- 佐賀電気軌道（路面電車・軽便鉄道）
- 中央軌道（軽便鉄道）
- 肥前電気鉄道（路面電車）
- 肥筑軌道（軽便鉄道）
- 祐徳軌道（軽便鉄道）

### 長崎県
- 長崎本線〔一部：貨物支線〕
- 柚木線
- 臼ノ浦線
- 世知原線
- 雲仙鉄道
- 島原鉄道線〔一部〕
- ジョスコー線〔米軍佐世保基地専用鉄道〕

### 熊本県
- 宮原線
- 山野線
- 荒尾市営電気鉄道
- 九州肥筑鉄道
- 熊本軽便鉄道（軽便鉄道）
- 熊本市交通局〔幹線（一部）、川尻線、黒髪線、坪井線、春竹線、百貫線〕（熊本市：路面電車）
- 熊本電気鉄道菊池線〔一部〕
- 三井三池港務所三池鉄道線（三井鉱山三池専用鉄道）
- 山鹿温泉鉄道
- 熊延鉄道

### 大分県
- 宮原線
- 大分交通宇佐参宮線
- 大分交通国東線
- 大分交通豊州線
- 大分交通別大線（路面電車）
- 大分交通耶馬渓線
- 筑後軌道（馬車鉄道→軽便鉄道）
- 日本鉱業佐賀関鉄道（軽便鉄道）

### 宮崎県
- 川口貨物線（宮崎県営鉄道妻線の一部。国有化時に廃止）
- 志布志線
- 妻線
- 細島線
- 銀鏡軌道
- 住吉村営人車軌道
- 高千穂鉄道高千穂線（旧国鉄高千穂線）
- 日向軌道
- 宮崎交通線

### 鹿児島県
- 大隅線
- 志布志線
- 宮之城線
- 山野線
- 鹿児島交通知覧線
- 鹿児島交通枕崎線〔南薩線（通称）〕
- 鹿児島市電伊敷線
- 鹿児島市電上町線
- 南薩鉄道万世線

### 沖縄県
- 糸満馬車軌道（馬車鉄道）
- 沖縄軌道（馬車鉄道）
- 沖縄県営鉄道糸満線（軽便鉄道）
- 沖縄県営鉄道海陸連絡線（軽便鉄道）
- 沖縄県営鉄道嘉手納線（軽便鉄道）
- 沖縄県営鉄道与那原線（軽便鉄道）
- 沖縄海洋博会場内新交通システム線
- 沖縄電気（路面電車）
- 大東糖業